# جون كوان
جون كوان (بالإنجليزية: John Cowan)‏ (8 يناير 1949 ببلفاست في المملكة المتحدة - ) هو مدرب كرة قدم ولاعب كرة قدم بريطاني في مركز الوسط. لعب مع درودا يونايتد ونادي كروسيدرز ونيوكاسل يونايتد ونادي سكاربورو ودارلينجتون إف سى.

## وصلات خارجية
- جون كوان على موقع قاعدة بيانات كرة القدم.إي يو (الإنجليزية)
- جون كوان على موقع ناشيونال فوتبول تيمز (الإنجليزية)